# Габріел (футболіст, 1997)
Габріел дос Сантос Магальяйнс (порт. Gabriel dos Santos Magalhães, нар. 19 грудня 1997), більш відомий як Габріел, — бразильський професіональний футболіст, захисник англійського «Арсенала» та національної збірної Бразилії.

## Клубна кар’єра

### Аваї
Габріел народився в районі Пірітуба міста Сан-Паулу. У 13 років Габріел розпочав кар'єру в клубі «Аваї», але через тиждень повернувся до Сан-Паулу через тугу за домом. Однак Габріел переглянув своє рішення і через два тижні повернувся до «Аваї». У 16-річному віці, врешті-решт, отримав свій перший професійний контракт. Він продовжував бути частиною команди, яка підвищилася до Серії А в 2017 році.

### Лілль

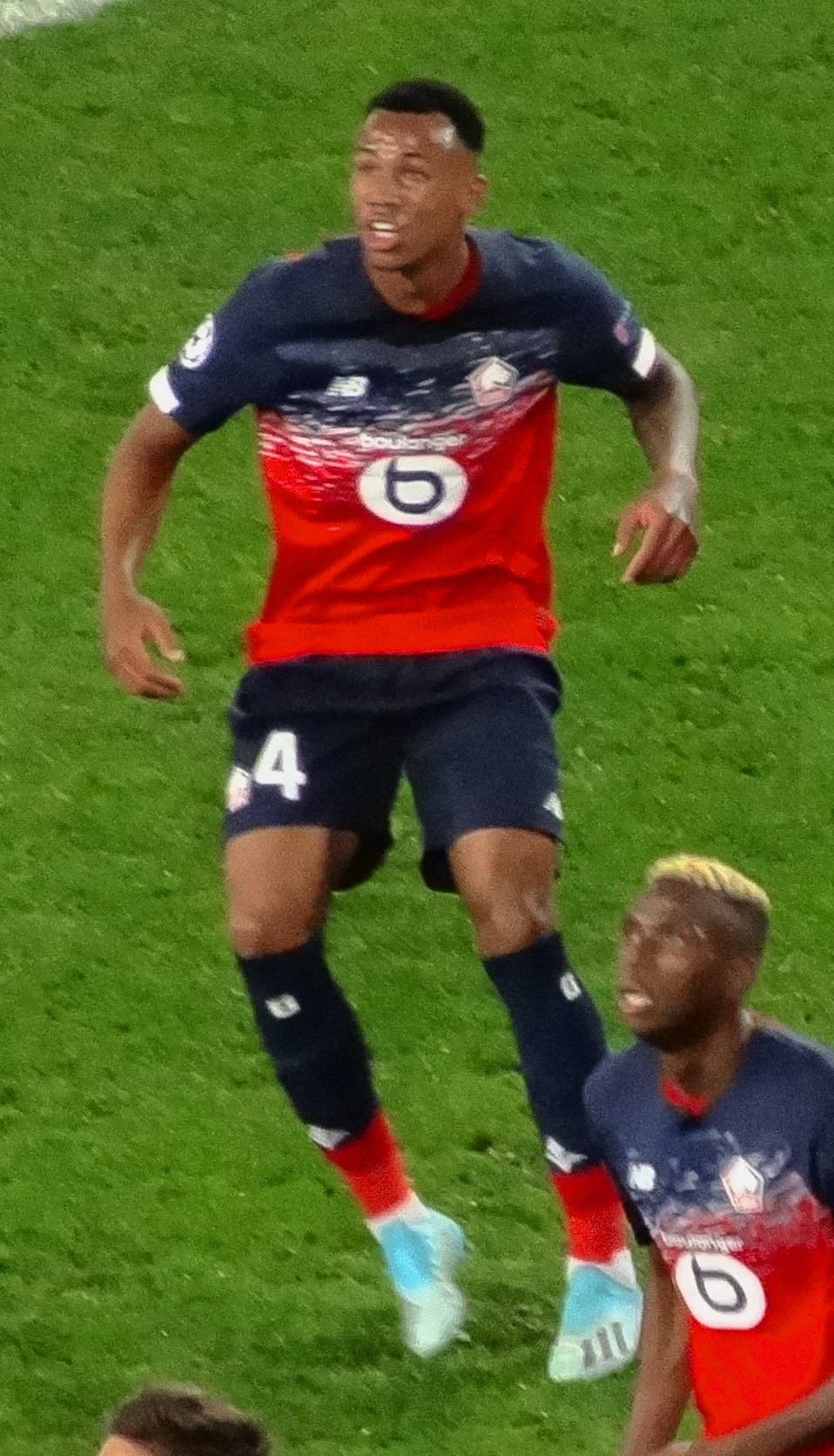
Габріел у матчі за «Лілль» у 2019 році

31 січня 2017 року Габріел приєднався до складу французького «Лілля», підписавши контракт на 4 з половиною роки. Дебютував у Лізі 1 у матчі проти «Генгама» (перемога «Лілля» 3:0). Після кількох матчів за «Лілль В», він був відданий в оренду «Труа», а потім в загребське «Динамо». Габріел повернувся в «Лілль» у 2018 році. Протягом сезону він зіграв 14 матчів, забивши свій перший гол за  «Лілль» у матчі проти «ПСЖ» (перемога «Лілля» 5:1) 14 квітня 2019 року.
Наступного сезону Габріел почав виступати регулярніше. Футболіст був у стартовому складі у всіх шести матчах групового етапу Ліги чемпіонів.

### Арсенал
1 вересня 2020 року «Арсенал» оголосив про підписання з Габріелем довгострокового контракту. Сума трансферу склала 26 млн євро.
Дебютував у складі «Арсенала» 12 вересня у матчі першого туру Прем'єр-ліги 2020–2021 проти «Фулгема» (перемога «Арсенала» 0:3). Габріел забив другий гол своєї команди у матчі.
28 грудня здав позитивний тест на COVID-19.

## Міжнародна кар’єра
У 2017 виступав за збірну Бразилії U-20 на Молодіжному чемпіонаті Південної Америки. 2020 року дебютував у складі олімпійської збірної Бразилії у товариському матчі проти однолітків з Південної Кореї.

## Досягнення
- Чемпіон Хорватії (1):

«Динамо» (Загреб): 2017–18
- Володар Суперкубка Англії (1):

«Арсенал»: 2023